# Gấu Kodiak
Gấu Kodiak (danh pháp ba phần: Ursus arctos middendorffi), cũng gọi là gấu nâu Kodiak hoặc gấu xám Alaska hay gấu nâu Mỹ, sinh sống ở các đảo của quần đảo Kodiak ở tây nam Alaska. Tên của phân loài gấu này trong tiếng Alutiiq là Taquka-aq. Nó là phân loài lớn nhất của gấu nâu.

## Miêu tả
Nhà phân loại học C.H. Merriam là người đầu tiên công nhận gấu Kodiak là duy nhất và định danh cho nó là loài "Ursus middendorffi" để vinh danh nhà tự nhien học Baltic tiến sĩ. A. Th. von Middendorff. Các phiên bản phân loại sau đó sáp nhập phần lớn các gấu nâu Bắc Mỹ vào một phân loài duy nhất (Ursus arctos horribilis), nhưng gấu Kodiak vẫn được xem là một phân loài duy nhất (Ursus arctos middendorffi).
Các điều tra gần đây về các mẫu gen của những con gấu trên Kodiak cho thấy rằng họ liên quan chặt chẽ đến các gấu nâu trên bán đảo Alaska và Kamchatka, Nga. Dường như gấu Kodiak đã bị cô lập về mặt di truyền kể từ ít nhất là thời kỳ băng hà cuối cùng (10.000 đến 12.000 năm trước đây) và có sự đa dạng về di truyền rất ít trong quần thể. 
Ít con gấu Kodiak hoang dã đã được cân, do đó một số chỉ số cân nặng là ước tính. Một vài con cái cân nặng từ 225 kg (500 lbs) đến 315 kg (700 lbs) và con đực nặng 360 kg (800 lbs) đến 635 kg (1400 lbs). Con đực trưởng thành nặng trung bình 480–533 kg (1.058–1.175 lb) suốt thời gian trong năm, và có thể cân nặng tới 680 kg (1500 lbs) vào thời gian đỉnh cao. Con cái thường nhỏ hơn khoảng 20% và cân nhẹ hơn khoảng 30% so với con đực và kích thước con trưởng thành đạt được ở 6 năm tuổi. Gấu nặng ít nhất khi chúng chui ra khỏi hang ổ của chúng vào mùa xuân, và có thể tăng trọng lượng của chúng thêm 20–30% vào cuối mùa hè và mùa thu. Gấu trong điều kiện nuôi nhốt đôi khi có thể đạt được trọng lượng khá lớn hơn gấu trong hoang dã.
Gấu đực trưởng thành trung bình dài 244 cm (8 ft 0 in) và cao 133 cm (4 ft 4 in) ở vai. Một con gấu đực cân nặng 751 kg (1.656 lb) có chiều dài chân sau 46 cm (18 in). Một con gấu Kodiak đực trưởng thành cao đến 1,5 m (5 foot) tại vai khi nó đứng bằng cả bốn chân. Khi nó đứng thẳng hoàn toàn trên hai chân sau, một con gấu đực lớn có thể cao đến 3 m (10 ft). Kích thước lớn nhất đã được kiểm tra của một con gấu Kodiak nuôi nhốt là một con đang sinh sống tại vườn thú Dakota tại Bismarck, North Dakota. Biệt danh là "Clyde", con gấu này cân nặng 966,9 kg khi nó chết tháng 6 năm 1987 ở độ tuổi 22 năm. Theo giám đốc vườn thú Terry Lincoln, Clyde có lẽ đã cân nặng gần mức 1090 kg một năm trước đó. Nó vẫn còn một lớp mỡ dày 9 inch khi nó chết. Một mức trọng lượng 1.500 kg (3.300 lb) đã được xuất bản cho phân loài này nhưng các chi tiết không được ghi rõ.
Chúng là các phân loài gấu nâu lớn nhất, và có thể so sánh kích thước gấu Bắc Cực. Điều đó làm cho gấu Kodiak và loài gấu bắc cực là hai thành viên lớn nhất của họ gấu và hai động vật ăn thịt lớn nhất còn tồn tại trên mặt đất.

## Hình ảnh

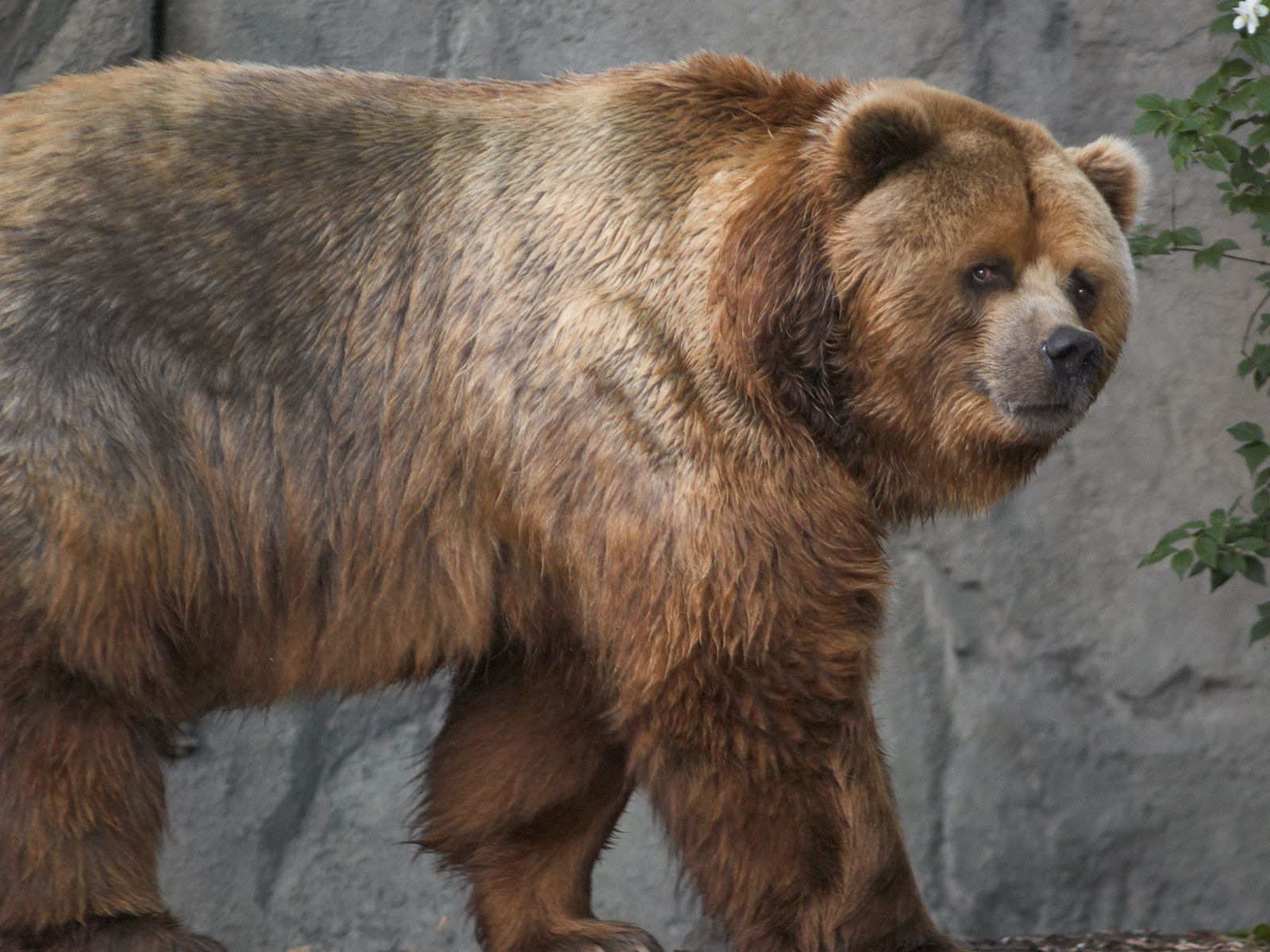
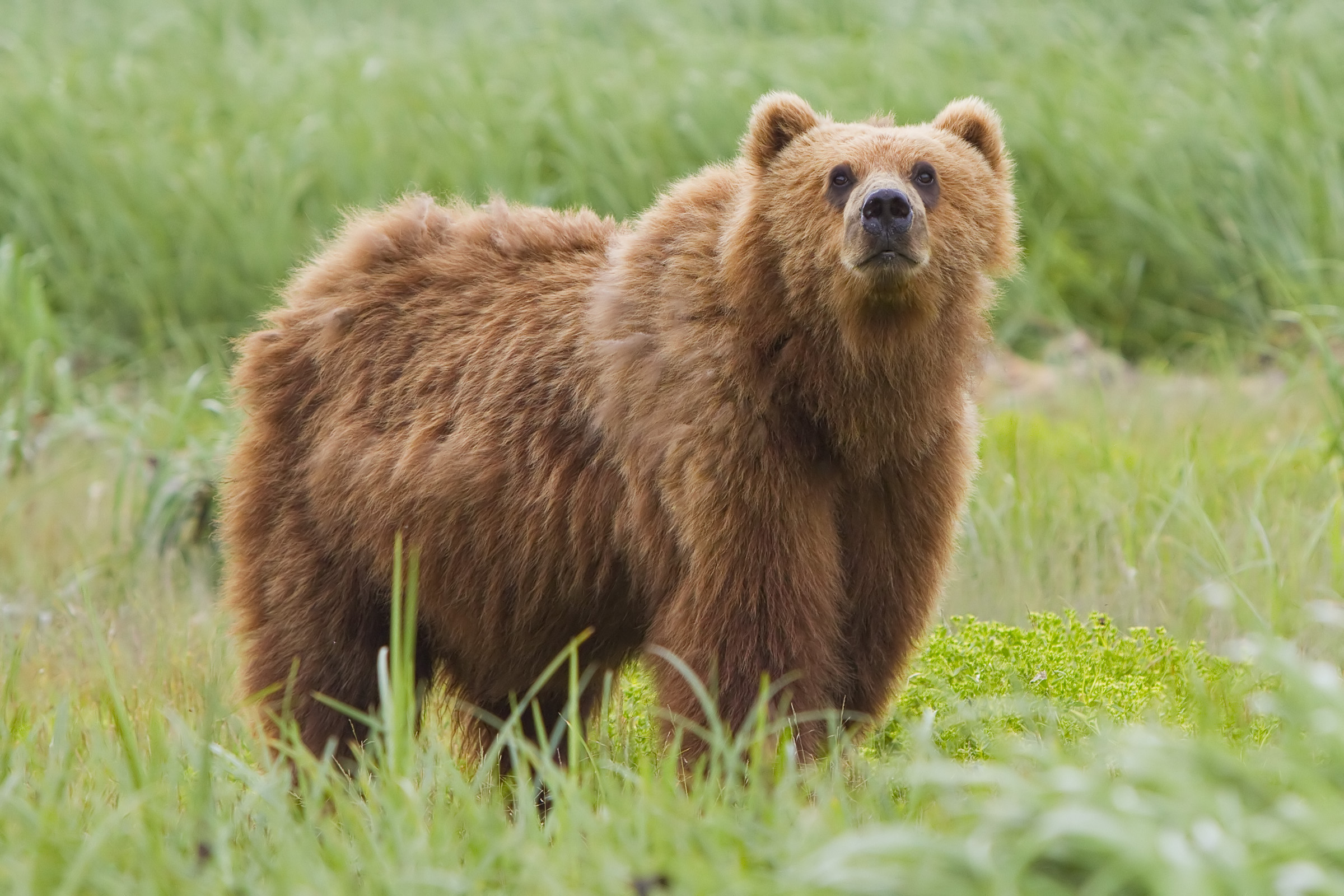
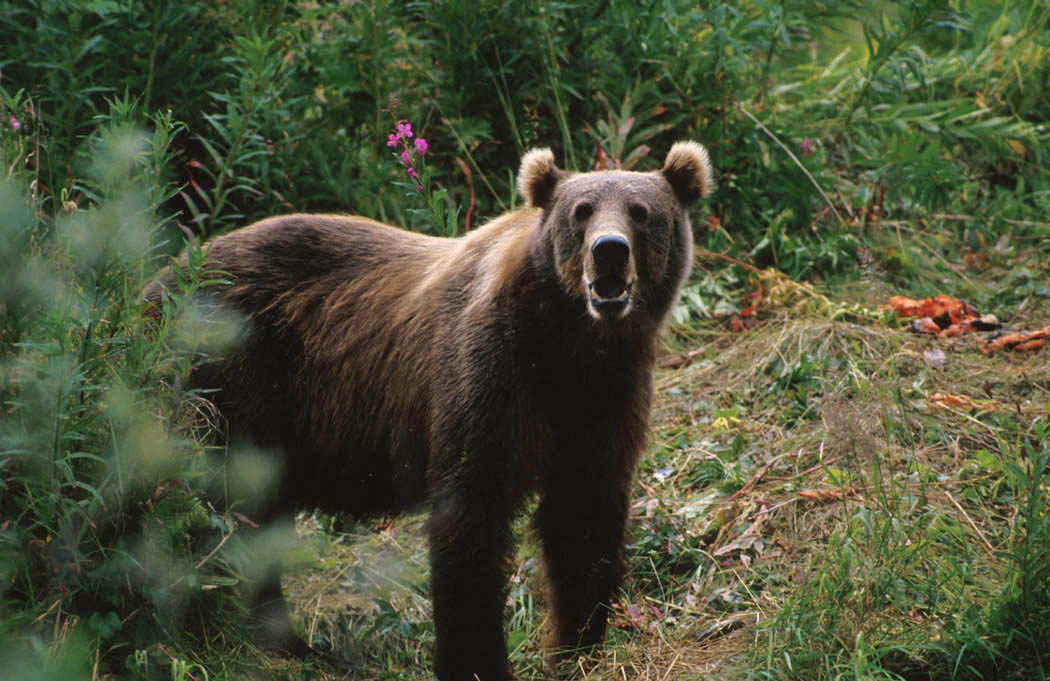
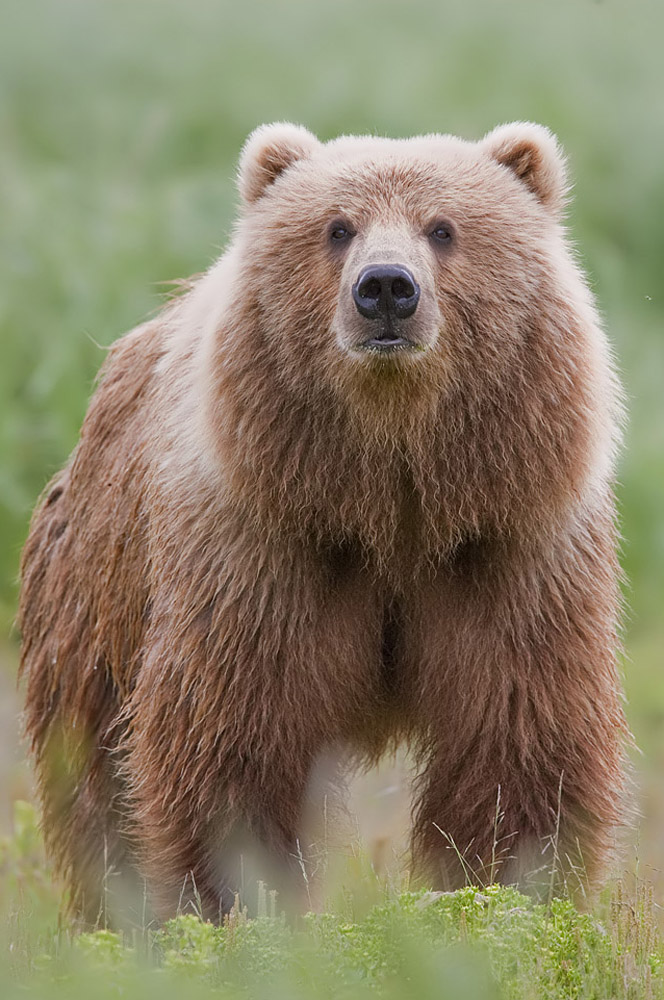